# Хорді Кодіна
Хорді Кодина (ісп. Jordi Codina Rodríguez; 24 квітня 1982, Барселона) — колишній іспанський футболіст, воротар.

## Життєпис
2000 року Хорді переїхав до Мадрида з Барселони, де виступав за місцеву команду «Дамн», пізніше Хорді перейшов до молодіжної команди мадридського «Реала». У сезоні 2002/03 його перевели до «Реал Мадрид З». Там він зіграв лише один сезон, але показав всі свої найкращі вміння. Тренерський штаб вирішив перевести його до «Реал Мадрид B», де він став одним з лідерів і капітаном команди. В останньому сезоні він зіграв 35 з 38 матчів, провівши на майданчику загалом 3061 хвилину. 2007 року Хорді Кодіна був третім воротарем основного складу «Реала». Свій єдиний матч у складі «Галактікос» Кодіна провів 11 травня 2008 року проти «Леванте», який завершився перемогою «Реала» з рахунком 5:2.
2 липня 2010 року Кодіна перейшов до «Хетафе», підписавши контракт на три роки. У червні 2015 року покинув клуб, а 11 червня вже переїхав на Кіпр і підписав угоду на два року з клубом АПОЕЛ.

## Статистика виступів за клуб
Станом на матч, що відбувся 13 травня 2018
| Клуб               | Сезон              | Ліга                      | Ліга | Ліга | Кубок | Кубок | Європа | Європа | Інші | Інші | Загалом | Загалом |
| Клуб               | Сезон              | Дивізіон                  | Ігри | Голи | Ігри  | Голи  | Ігри   | Голи   | Ігри | Голи | Ігри    | Голи    |
| ------------------ | ------------------ | ------------------------- | ---- | ---- | ----- | ----- | ------ | ------ | ---- | ---- | ------- | ------- |
| Реал Мадрид Б      | 2002—2003          | Сегунда Дивізіон Б        | 13   | 0    | —     | —     | —      | —      | —    | —    | 13      | 0       |
| Реал Мадрид Б      | 2003—2004          | Сегунда Дивізіон Б        | 15   | 0    | —     | —     | —      | —      | —    | —    | 15      | 0       |
| Реал Мадрид Б      | 2004—2005          | Сегунда Дивізіон Б        | 6    | 0    | —     | —     | —      | —      | 1    | 0    | 7       | 0       |
| Реал Мадрид Б      | 2005—2006          | Сегунда Дивізіон Б        | 10   | 0    | —     | —     | —      | —      | —    | —    | 10      | 0       |
| Реал Мадрид Б      | 2006—2007          | Сегунда Дивізіон Б        | 35   | 0    | —     | —     | —      | —      | —    | —    | 35      | 0       |
| Реал Мадрид Б      | Загалом            | Загалом                   | 79   | 0    | —     | —     | —      | —      | 1    | 0    | 80      | 0       |
| Реал Мадрид        | 2005—2006          | Ла-Ліга                   | 0    | 0    | 0     | 0     | 0      | 0      | —    | —    | 0       | 0       |
| Реал Мадрид        | 2007—2008          | Ла-Ліга                   | 1    | 0    | 0     | 0     | 0      | 0      | 0    | 0    | 1       | 0       |
| Реал Мадрид        | 2008—2009          | Ла-Ліга                   | 0    | 0    | 0     | 0     | 0      | 0      | 0    | 0    | 0       | 0       |
| Реал Мадрид        | Загалом            | Загалом                   | 1    | 0    | 0     | 0     | 0      | 0      | 0    | 0    | 1       | 0       |
| Хетафе             | 2009—2010          | Ла-Ліга                   | 22   | 0    | 3     | 0     | —      | —      | —    | —    | 25      | 0       |
| Хетафе             | 2010—2011          | Ла-Ліга                   | 23   | 0    | 0     | 0     | 1      | 0      | —    | —    | 24      | 0       |
| Хетафе             | 2011—2012          | Ла-Ліга                   | 2    | 0    | 2     | 0     | —      | —      | —    | —    | 4       | 0       |
| Хетафе             | 2012—2013          | Ла-Ліга                   | 7    | 0    | 2     | 0     | —      | —      | —    | —    | 9       | 0       |
| Хетафе             | 2013—2014          | Ла-Ліга                   | 9    | 0    | 4     | 0     | —      | —      | —    | —    | 13      | 0       |
| Хетафе             | 2014—2015          | Ла-Ліга                   | 5    | 0    | 3     | 0     | —      | —      | —    | —    | 8       | 0       |
| Хетафе             | Загалом            | Загалом                   | 68   | 0    | 14    | 0     | 1      | 0      | —    | —    | 83      | 0       |
| АПОЕЛ              | 2015—2016          | Чемпіонат Кіпру з футболу | 0    | 0    | 0     | 0     | 0      | 0      | 0    | 0    | 0       | 0       |
| Пафос (оренда)     | 2015—2016          | Чемпіонат Кіпру           | 16   | 0    | 2     | 0     | —      | —      | —    | —    | 18      | 0       |
| Реус               | 2016—2017          | Сегунда Дивізіон          | 0    | 0    | 1     | 0     | —      | —      | —    | —    | 1       | 0       |
| Fuenlabrada        | 2017—2018          | Сегунда Дивізіон Б        | 10   | 0    | 3     | 0     | —      | —      | —    | —    | 13      | 0       |
| Загалом за кар'єру | Загалом за кар'єру | Загалом за кар'єру        | 174  | 0    | 20    | 0     | 1      | 0      | 1    | 0    | 196     | 0       |

1. ↑  Appearances in Promotion Play-offs
2. ↑  Ігри в Лізі Європи
3. ↑  Ігри в Лізі чемпіонів і Лізі Європи
4. ↑  Ігри в Суперкубку Кіпру